# Dasycoelopa australis
Dasycoelopa australis är en tvåvingeart som beskrevs av Malloch 1933. Dasycoelopa australis ingår i släktet Dasycoelopa och familjen tångflugor. Inga underarter finns listade i Catalogue of Life.